# Gerardus Balthazar Bosch
Gerardus Balthazar Bosch (Utrecht, 4 september 1794 - Arnhem, 1 april 1837) was een Nederlandse predikant op Curaçao van 1825-1836 en bezocht van daaruit de andere eilanden. Na repatriëring publiceerde hij over zijn tropenervaringen een werk in drie delen Reizen in West-Indië en door een gedeelte van Zuid- en Noord-Amerika (1829-1836). Uit zijn werk blijkt niet alleen grote kennis van land en volk, maar hij was ook een aangenaam stilist die zijn indrukken en ervaringen verwoordde in de romantisch-humoristische stijl van zijn tijd.